# Điện từ sinh học
Điện từ sinh học là nghiên cứu về sự tương tác giữa các trường điện từ và các thực thể sinh học.  Các lĩnh vực nghiên cứu bao gồm các trường điện hoặc điện từ được sản xuất bởi các tế bào sống, mô hoặc sinh vật, bao gồm cả vi khuẩn phát quang sinh học; ví dụ, tiềm năng màng tế bào và dòng điện chạy trong dây thần kinh và cơ bắp, là kết quả của tiềm năng hành động.  Những người khác bao gồm điều hướng động vật sử dụng trường địa từ; ảnh hưởng của các nguồn nhân tạo của trường điện từ như điện thoại di động; và phát triển các liệu pháp mới để điều trị các tình trạng khác nhau.  Thuật ngữ này cũng có thể đề cập đến khả năng của các tế bào sống, mô và sinh vật tạo ra điện trường và phản ứng của tế bào với trường điện từ.

## Hiện tượng sinh học
Các sự kiện điện tồn tại trong thời gian ngắn gọi là điện thế hoạt động xảy ra ở một số loại tế bào động vật được gọi là tế bào kích thích, một loại tế bào bao gồm tế bào thần kinh, tế bào cơ và tế bào nội tiết, cũng như trong một số tế bào thực vật.  Những tiềm năng hành động này được sử dụng để tạo điều kiện cho giao tiếp giữa các tế bào và kích hoạt các quá trình nội bào.  Hiện tượng sinh lý của điện thế hoạt động là có thể bởi vì các kênh ion bị điện thế cho phép điện thế nghỉ gây ra bởi độ dốc điện hóa ở hai bên của màng tế bào để xử lý. 

Điện từ sinh học được nghiên cứu chủ yếu thông qua các kỹ thuật điện sinh lý.  Vào cuối thế kỷ thứ mười tám, bác sĩ và nhà vật lý người Ý Luigi Galvani lần đầu tiên ghi lại hiện tượng này trong khi mổ xẻ một con ếch tại một bàn nơi ông đã tiến hành thí nghiệm với tĩnh điện.  Galvani đặt ra thuật ngữ điện động vật để mô tả hiện tượng này, trong khi những người đương thời gọi nó là điện galvani.  Galvani và những người đương thời coi kích hoạt cơ là kết quả của một chất lỏng điện hoặc chất trong dây thần kinh.
Một số động vật thường sống dưới nước, như cá mập, có cảm biến điện sinh học cấp tính mang lại cảm giác gọi là cảm thụ điện, trong khi các loài chim di cư di chuyển một phần bằng cách định hướng liên quan đến từ trường của Trái đất.  Trong một ứng dụng cực đoan của điện từ, lươn điện có thể tạo ra một điện trường lớn bên ngoài cơ thể của nó được sử dụng để săn bắn và tự vệ thông qua một cơ quan phát điện chuyên dụng.